# PCD
PCD este albumul de debut al grupului american Pussycat Dolls, lansat de A&M Records pe data de 12 septembrie 2005. Albumul a fost un adevărat succes comercial, având vânzări de aproape șapte milioane de copii la nivel mondial, de pe album fiind lansate șapte single-uri. Cinci single-uri au reușit să ajungă pe locul #1 în cel puțin o țară, acestea fiind Don't Cha, Buttons, Stickwitu, Beep și Wait a Minute, un single de top 10 în Marea Britanie, Belgia, Australia etc, I Don't Need a Man și piesa de top 40 în România, Sway.

## Informații generale
În 2000, Robin Antin, cea care a înființat Pussycat Dolls, a mers la casele importante de discuri cu propunerea de a transforma grupul dintr-unul de cabaret într-unul muzical. Directorul de la A&M Records a fost interesat de această idee, acesta dorind „să le ducă la un nivel înalt, uriaș”. Pentru început, componentele au apărut în diverse emisiuni, videoclipuri și spectacole dansând sau interpretând versiuni cover până la lansarea primului lor album în septembrie 2005.
Pussycat Dolls afirmă despre debutul lor că „în esență, este vorba despre puterea feminină. Îți dă un sentiment de voință și de siguranță și de exprimare a ceea ce ești tu cu adevărat”. Membrele grupului au colaborat pentru unele din piesele incluse pe PCD cu Busta Rhymes, will.i.am, Snoop Dogg și Timbaland, acestea declarând că „este un proiect puternic. A fost însuflețitor să lucrezi cu atâția oameni diferiți. Toată lumea credea în el, lucru ce ne-a dat mai multă putere.”
Nicole Scherzinger a mărturisit că Gwen Stefani este cea care le-a ajutat să obțină contractul cu casa de discuri. „Dacă nu era ea, nu am fi fost aici în acest moment. Nu am fi înscrise la Interscope Records. Carmit și Gwen erau prietene. Ea a adus-o [pe Stafani] în spectacolul nostru, iar Gwen ne-a adus casa de discuri”.

## Muzica

### Stilul muzical
Pussycat Dolls citează ca influențe pentru PCD pe Janet Jackson și pe Paula Abdul. Materialul discografic este în genul pop, pe unele piese existând și părți de rap. Albumul conține influențe din muzica dance, urban și cea de club. „Buttons” este inspirat din cultura orientală, „Right Now” a fost asemănat cu unul dintre musicalurile de pe Broadway, având sonorități latino, iar balada „Stickwitu” are elemente din muzica soul. Există și versiuni cover ale unor cântece din anii 80, despre care UK Mix declară că „este o dovadă că neprevăzutul nu există”. Musicomh.com  și Slant Magazine au asemănat grupul cu Spice Girls, iar Emale Grey de la Vibe le-a numit varianta sexuală a acestora.

### Versurile
Majoritatea cântecelor de pe PCD au versuri ce abordează o temă sexuală. Componentele grupului se descriu în „Don't Cha” ca fiind „ciudate, dezbrăcate și amuzante”., acestea tachinând un bărbat neajutorat cu propuneri ca Nu ai vrea ca iubita ta să fie la fel de fierbinte ca mine (en:Don't cha wish your girlfriend was hot like me). În „Beep”, conținutul explicit este înlocuit de un sunet, „lăsând astfel liberă imaginația ascultătorilor”. Piesa este „amuzantă și mai provocatoare” decât „My Humps”, discul single lansat de Black Eyed Peas, iar Timbaland „încinge” al treilea cântec de pe album „cu basul său caracteristic”. În timp ce colaborarea cu Snoop Dogg „cere niște urmări a acelor implicații sexuale”, „Bite the Dust” are versuri în care fetele se confruntă direct.
„Stickwitu” nu mai are ca temă sexualitatea, piesa fiind o baladă R&B romantică, ca și „How Many Times... How Many Lies”, ce a fost descrisă de IGN ca fiind „un bocet sinuos”. Independența feminină este adusă în prim-plan în „I Don't Need a Man” și „Wait a Minute”.

## Track listing
1. "Don't Cha"
2. "Beep"
3. "Wait a Minute"
4. "Stickwitu"
5. "Buttons"
6. "I Don't Need a Man"
7. "Hot Stuff"
8. "How Many Times, How Many Lies"
9. "Bite the Dust"
10. "Right Now"
11. "Tainted Love"/"Where Did Our Love Go"
12. "Feelin' Good"

### Piese Bonus
1. "Sway"
2. "Flirt"
3. "We Went as Far as We Felt like Going"
4. "Don't Cha" (live)

| Informații                                                             | Inne płyty                       |
| ---------------------------------------------------------------------- | -------------------------------- |
| „Sway” - Lansare: 20 iulie 2004r. - (Pământ) - - (Europa) -            | -                                |
| „Don't Cha” - Lansare: 15 Aprilie 2005r. - (Pământ) - 1 - (Europa) - 1 | Pussycat Dolls: Live from London |
| „Stickwitu” - Lansare: 10 august 2005r. - (Pământ) - 2 - (Europa) - 4  | Pussycat Dolls: Live from London |
| „Beep” - Lansare: 15 ianuarie 2006r. - (Pământ) - 5 - (Europa) - 2     | Pussycat Dolls: Live from London |

| Informații                                                                          | Inne płyty                       |
| ----------------------------------------------------------------------------------- | -------------------------------- |
| „Buttons” - Lansare: 25 martie 2006r. - (Pământ) - 5 - (Europa) - 4                 | Pussycat Dolls: Live from London |
| „I Don't Need a Man” - Lansare: 6 septembrie 2006r. - (Pământ) - 30 - (Europa) - 14 | Pussycat Dolls: Live from London |
| „Wait a Minute” - Lansare: 16 octombrie 2006r - (Pământ) - 39 - (Europa) - 90       | Pussycat Dolls: Live from London |

## Clasamente
| Clasament | Poziția maximă |
| --------- | -------------- |
| Australia | 8              |
| Austria   | 13             |
| Belgia    | 5              |
| Cehia     | 9              |
| Danemarca | 13             |
| Elveția   | 9              |
| Filipine  | 1              |
| Finlanda  | 29             |
| Franța    | 23             |
| Germania  | 6              |
| Indonezia | 10             |
| Irlanda   | 7              |
| Italia    | 32             |

| Clasament           | Poziția maximă |
| ------------------- | -------------- |
| Marea Britanie      | 7              |
| Mexic               | 5              |
| Norvegia            | 10             |
| Noua Zeelandă       | 1              |
| Olanda              | 5              |
| Polonia             | 13             |
| Portugalia          | 12             |
| România             | 4              |
| Rusia               | 1              |
| SUA                 | 5              |
| SUA R&B             | 7              |
| Suedia              | 21             |
| Clasamentul Mondial | 7              |

## Certificări
| - Aur: Elveția Franța Mexic Olanda Portugalia România - Platină: Indonezia Mexic | - 2X Platină: Canada Zoua Zeelandă - 3x Platină: Australia Marea Britanie SUA United World Chart - 4X Platină Rusia - Diamant Filipine 16x Platină |